# Trichomasthus coeruleus
Trichomasthus coeruleus är en stekelart som beskrevs av Mercet 1923. Trichomasthus coeruleus ingår i släktet Trichomasthus och familjen sköldlussteklar.
Artens utbredningsområde är:
- Österrike.
- Tjeckien.
- Slovakien.
- Ungern.
- Italien.
- Spanien.
- Armenien.
- Moldavien.

Inga underarter finns listade i Catalogue of Life.